# 佐藤三夫
佐藤 三夫（さとう みつお、1929年11月2日 - ）は、ルネッサンスの研究者、詩人、千葉大学名誉教授。
神奈川県生まれ。1954年東京教育大学哲学科卒、61年同大学院文学研究科博士課程単位取得満期退学。1973-74年ローマ大学文学哲学部に学び、1984-85年パドヴァ大学文学哲学部に学ぶ。1977年「ユマニストとデカルトの時代における世界観形成の基本問題」で東京教育大学文学博士。1966年流通経済大学講師、67年助教授、72年教授、1983年千葉大学教育学部教授。95年定年退官、名誉教授。
『世界史』の受験参考書を書いている佐藤三夫は、ほぼ同年だが小石川高校の教諭を長く務めた別人である。

## 著書
- 『可愛い悪魔 詩集』新批評社 1963
- 『バッコス祭・受洗密儀 詩経』バッコス社 1968
- 『デカルトとユマニストの時代』流通経済大学出版会 1978
- 『イタリア・ルネサンスにおける人間の尊厳』有信堂高文社 1981
- 『ヒューマニスト・ペトラルカ』東信堂 ルネサンス叢書 1995
- 『格言・カリス賛歌 詩集』花神社 2000
- 『ドラキュラ幻想 詩集』文芸社 2010
- 『人魚幻想 詩集』文芸社 2010
- 『鳥獣幻想 詩集』文芸社 2012

編著
- 『ルネサンスの知の饗宴 ヒューマニズムとプラトン主義』編 東信堂 ルネサンス叢書 1994

### 翻訳
- 監修: G.マッキャヴェッリ, D.ビアンコ『古典の祈り』中央出版社 1979
- ダミアーノ・ビアンコ, ペーピ・メリージオ編『永遠の祈り』中央出版社 1980
- ヨハネ・パウロ二世『すべての人に心を開く』女子パウロ会 1980
- ヘルデル・カマーラ『抑圧からの解放 正義と平和への祈り』中央出版社 1980
- コスタンテ・ベルセッリ/ジョルジュ・ガリブ編『聖母讃歌 東方教会および西方教会の最初の千年における』中央出版社 1983
- 『ルネサンスの人間論 原典翻訳集』訳編 有信堂高文社 1984
- P.O.クリステラー『イタリア・ルネサンスの哲学者』監訳、根占献一・伊藤博明、伊藤和行訳 みすず書房 1993、新版2006
- エルンスト・カッシーラー『シンボルとスキエンティア 近代ヨーロッパの科学と哲学』根占献一・加藤守通、伊藤博明共訳 ありな書房 1995

## 論文
- <佐藤三夫